# À Venise, une nuit
Pour plus de détails, voir Fiche technique et Distribution.
À Venise, une nuit  est un film français réalisé par Christian-Jaque sorti en 1937.

## Synopsis
Mortal (Roger Karl) est désireux de divorcer de sa femme Nadia (Elvire Popesco). Pour mieux la compromettre, il paye Robert Arnaud (Albert Préjean), un détective privé, pour qu'il séduise Nadia, lui apportant par la même occasion la preuve tangible de l'inconduite de sa femme. Mais les choses ne se passent pas du tout comme prévues. Non seulement Nadia et Robert tombent amoureux mais encore Robert apporte, avec l'aide de Toto (Marcel Mouloudji), un gamin débrouillard, la preuve que Mortal est un voleur de bijoux.

## Fiche technique
- Titre : À Venise, une nuit
- Réalisation : Christian-Jaque
- Assistant-réalisateur : François Carron
- Scénario et dialogues : Paul Nivoix, d'après une histoire d'Edmond Épardaud
- Photographie : Marcel Lucien
- Cadreur : André Germain
- Montage : William Barache
- Musique : Marcel Lattès
- Décors : Pierre Schild
- Son : Jacques Hawadier
- Maquillage: Hagop Arakelian
- Photographe de plateau : Léo Mirkine
- Script-girl : Simone Bourdarias
- Producteur : Gilbert Renault-Decker
- Société de production : Films Renault-Decker (F.R.D.)
- Société de distribution : Les Films Osso
- Tournage : en avril 1937
- Format : Noir et blanc — 35 mm — 1,37:1 — Son : Mono
- Genre : Comédie
- Durée : 86 minutes (1 h 26)
- Date de sortie :
  - France : 17 novembre 1937
- Affiche : Cyril Arnstam (France)

## Distribution
- Albert Préjean : Robert Arnaud, un détective privé payé par Mortal pour séduire sa femme
- Elvire Popesco : Nadia Mortal, la femme de Mortal
- Marcel Mouloudji :  Toto, un gamin débrouillard qui devient l'ami de Robert
- Roger Karl : Mortal, le mari de Nadia qui veut se débarrasser d'elle
- Anthony Gildès : Monsieur Oms
- Régine Dancourt : la maharanée de Stirvana
- Héléna Manson : Julie
- Pauline Carton : Madame Thomas, la concierge
- Georges Bever : Maître Blaireau, l'huissier
- Henri Crémieux : le témoin
- Lucien Callamand : le portier
- Marcel Maupi : le barman
- Robert Ozanne : le chauffeur de taxi
- Amy Collin : l'entraîneuse
- Gaston Dupray : le maître d'hôtel
- Paul Grail : un homme de main
- Gustave Huberdeau
- Marcelle Rexiane : la secrétaire de Monsieur Oms
- Marcello Spada : le chauffeur napolitain